# Matt Frattin
Matthew "Matt" Frattin, född 3 januari 1988, är en kanadensisk professionell ishockeyspelare som är kontrakterad till NHL-organisationen Ottawa Senators och spelar för Toronto Marlies i American Hockey League (AHL). Han har tidigare spelat på NHL-nivå för Toronto Maple Leafs, Los Angeles Kings och Columbus Blue Jackets och på lägre nivåer för Toronto Marlies i AHL och North Dakota Fighting Sioux (University of North Dakota) i National Collegiate Athletic Association (NCAA).
Frattin draftades i fjärde rundan i 2007 års draft av Toronto Maple Leafs som 99:e spelare totalt.

## Statistik
| 2002–2003   | CAC Canadians Bantam AAA          | AMBHL       | 35  | 7  | 19 | 26  | 4   | 11 | 3  | 4 | 7  | —  |
| 2003–2004   | CAC Canadians Midget AA           | REMHL       | 32  | 9  | 16 | 25  | 10  | —  | —  | — | —  | —  |
| 2004–2005   | CAC Edmonton Canadians Midget AAA | AMHL        | 34  | 12 | 13 | 25  | 14  | —  | —  | — | —  | —  |
| 2005–2006   | CAC Edmonton Canadians Midget AAA | AMHL        | 34  | 20 | 17 | 37  | 48  | 6  | 5  | 1 | 6  | 4  |
|             | Fort Saskatchewan Traders         | AJHL        | 3   | 2  | 0  | 2   | 0   | —  | —  | — | —  | —  |
| 2006–2007   | Fort Saskatchewan Traders         | AJHL        | 58  | 49 | 34 | 83  | 75  | 15 | 5  | 6 | 11 | 10 |
| 2007–2008   | North Dakota Fighting Sioux       | NCAA        | 43  | 4  | 11 | 15  | 18  | —  | —  | — | —  | —  |
| 2008–2009   | North Dakota Fighting Sioux       | NCAA        | 42  | 13 | 12 | 25  | 48  | —  | —  | — | —  | —  |
| 2009–2010   | North Dakota Fighting Sioux       | NCAA        | 24  | 11 | 8  | 19  | 21  | —  | —  | — | —  | —  |
| 2010–2011   | Toronto Maple Leafs               | NHL         | 1   | 0  | 0  | 0   | 0   | —  | —  | — | —  | —  |
|             | North Dakota Fighting Sioux       | NCAA        | 44  | 36 | 24 | 60  | 42  | —  | —  | — | —  | —  |
| 2011–2012   | Toronto Maple Leafs               | NHL         | 56  | 8  | 7  | 15  | 25  | —  | —  | — | —  | —  |
|             | Toronto Marlies                   | AHL         | 23  | 14 | 4  | 18  | 20  | 13 | 10 | 3 | 13 | 6  |
| 2012–2013   | Toronto Maple Leafs               | NHL         | 25  | 7  | 6  | 13  | 4   | 6  | 0  | 2 | 2  | 0  |
|             | Toronto Marlies                   | AHL         | 21  | 9  | 8  | 17  | 14  | —  | —  | — | —  | —  |
| 2013–2014   | Los Angeles Kings                 | NHL         | 40  | 2  | 4  | 6   | 11  | —  | —  | — | —  | —  |
|             | Columbus Blue Jackets             | NHL         | 4   | 0  | 1  | 1   | 0   | —  | —  | — | —  | —  |
| 2014–2015   | Toronto Maple Leafs               | NHL         | 9   | 0  | 0  | 0   | 4   | —  | —  | — | —  | —  |
|             | Toronto Marlies                   | AHL         | 59  | 26 | 22 | 48  | 26  | 5  | 3  | 3 | 6  | 14 |
| 2015–2016   | Toronto Marlies                   | AHL         | 47  | 9  | 13 | 22  | 45  | —  | —  | — | —  | —  |
| NHL totalt  | NHL totalt                        | NHL totalt  | 135 | 17 | 18 | 35  | 44  | 6  | 0  | 2 | 2  | 0  |
| AHL totalt  | AHL totalt                        | AHL totalt  | 150 | 58 | 47 | 105 | 105 | 18 | 13 | 6 | 19 | 20 |
| NCAA totalt | NCAA totalt                       | NCAA totalt | 153 | 64 | 55 | 119 | 129 | —  | —  | — | —  | —  |